# 1997 LH4
1997 LH4 är en asteroid i huvudbältet som upptäcktes 9 juni 1997 av den amerikanske astronomen Kenneth A. Williams vid Lake Clear-observatoriet.
Asteroiden har en diameter på ungefär 4 kilometer och den tillhör asteroidgruppen Maria.